# Basket

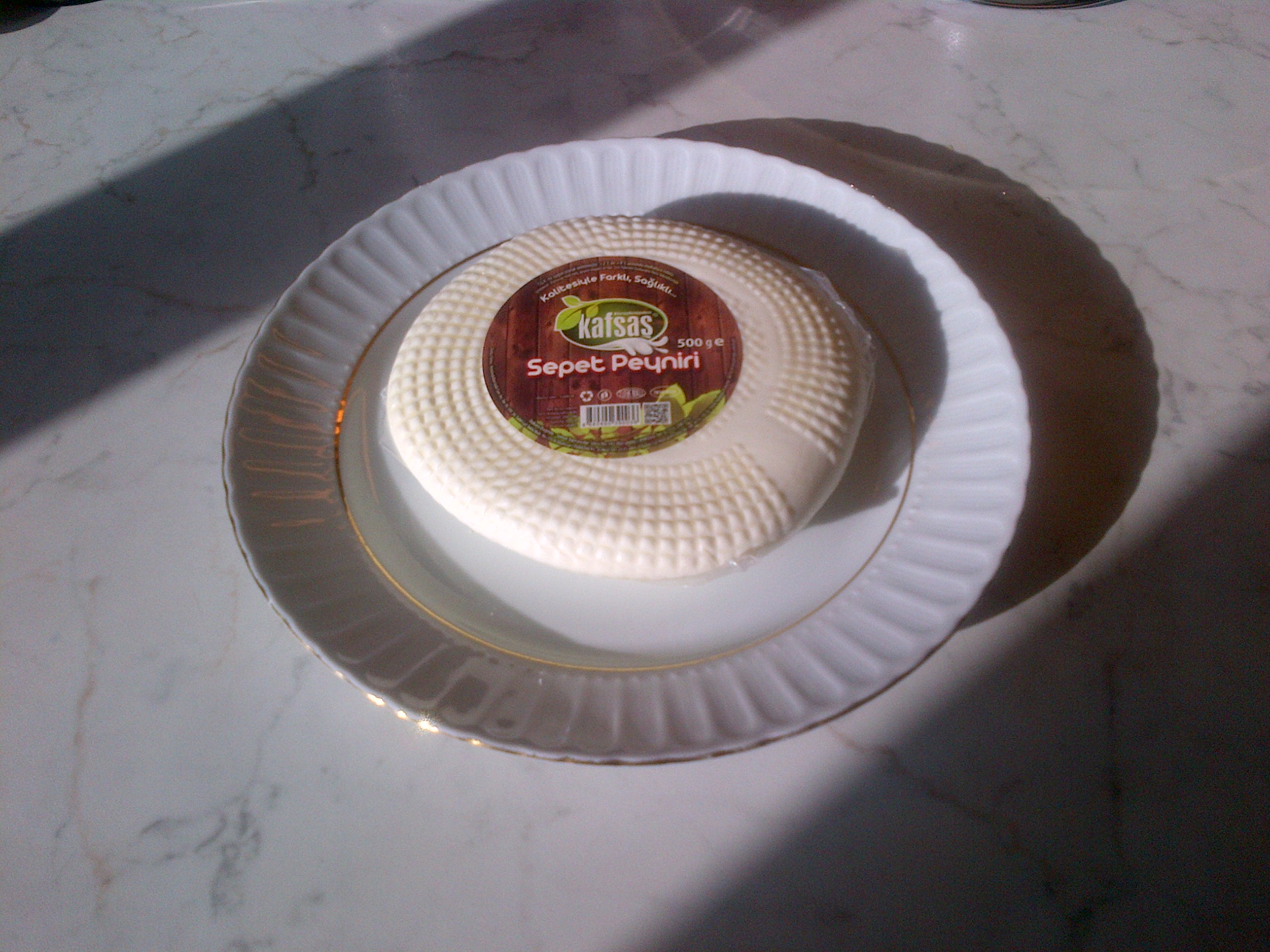
Sepet peyniri

Basket (turco: Sepet peyniri) é um queijo feito de leite de vaca e é encontrado em dois tipos; fresco e seco. O basket fresco não tem sal, enquanto o seco tem um sabor salgado moderado. O queijo tem este nome graças a seu formato de cesta ("basket" em inglês). Comum tanto na Itália quanto no Oriente Médio.
Os italianos geralmente usam este queijo durante a Páscoa a fim de dar liga em alguns ingredientes em certos pratos. Também é um componente comum no "antepasto". Ele não derrete quando frito e pode ser substituído pelo paneer em pratos indianos.